# Tirrenia – Compagnia italiana di navigazione

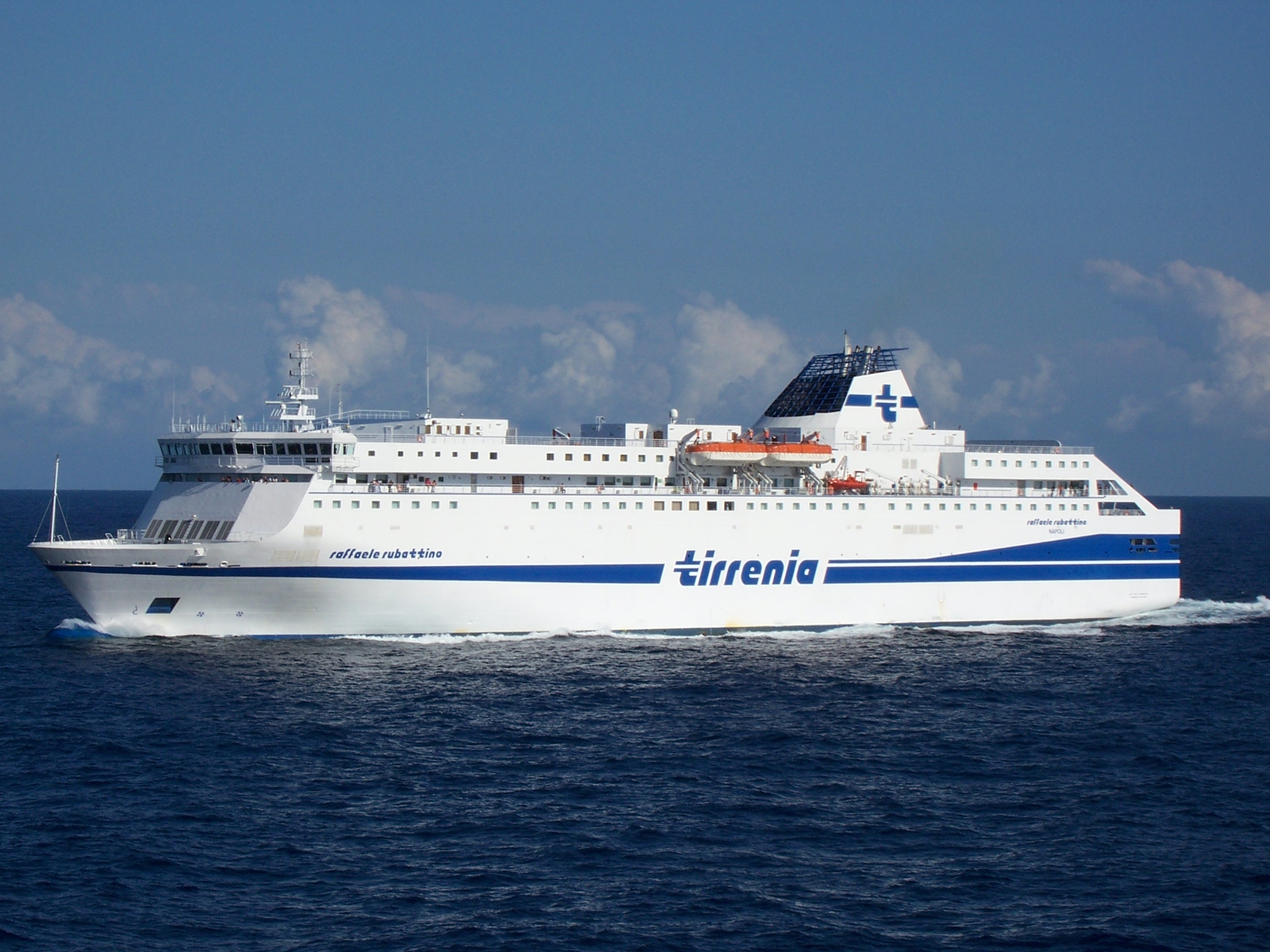
Die Raffaele Rubattino der Tirrenia

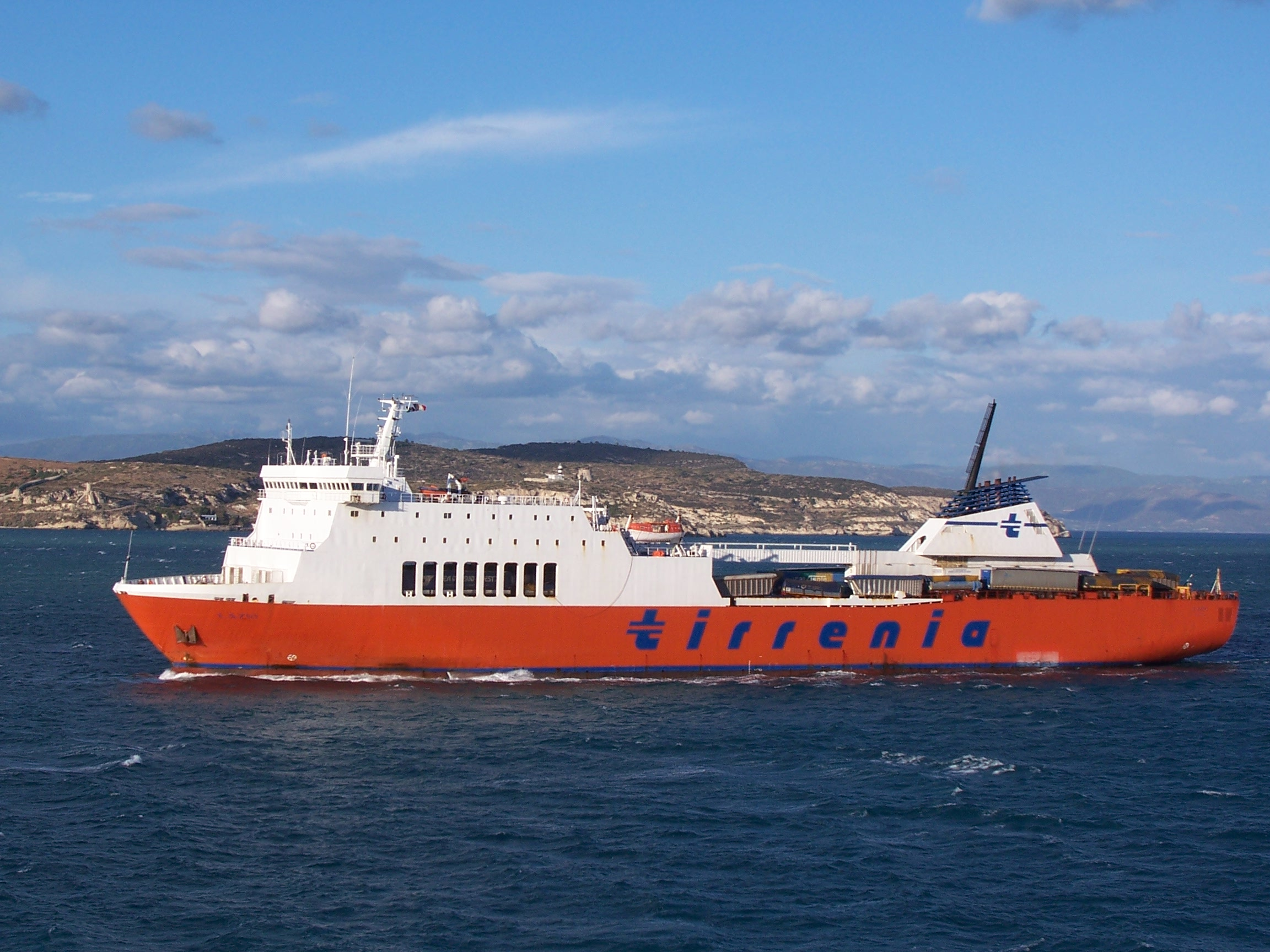
Die Lazio der Tirrenia

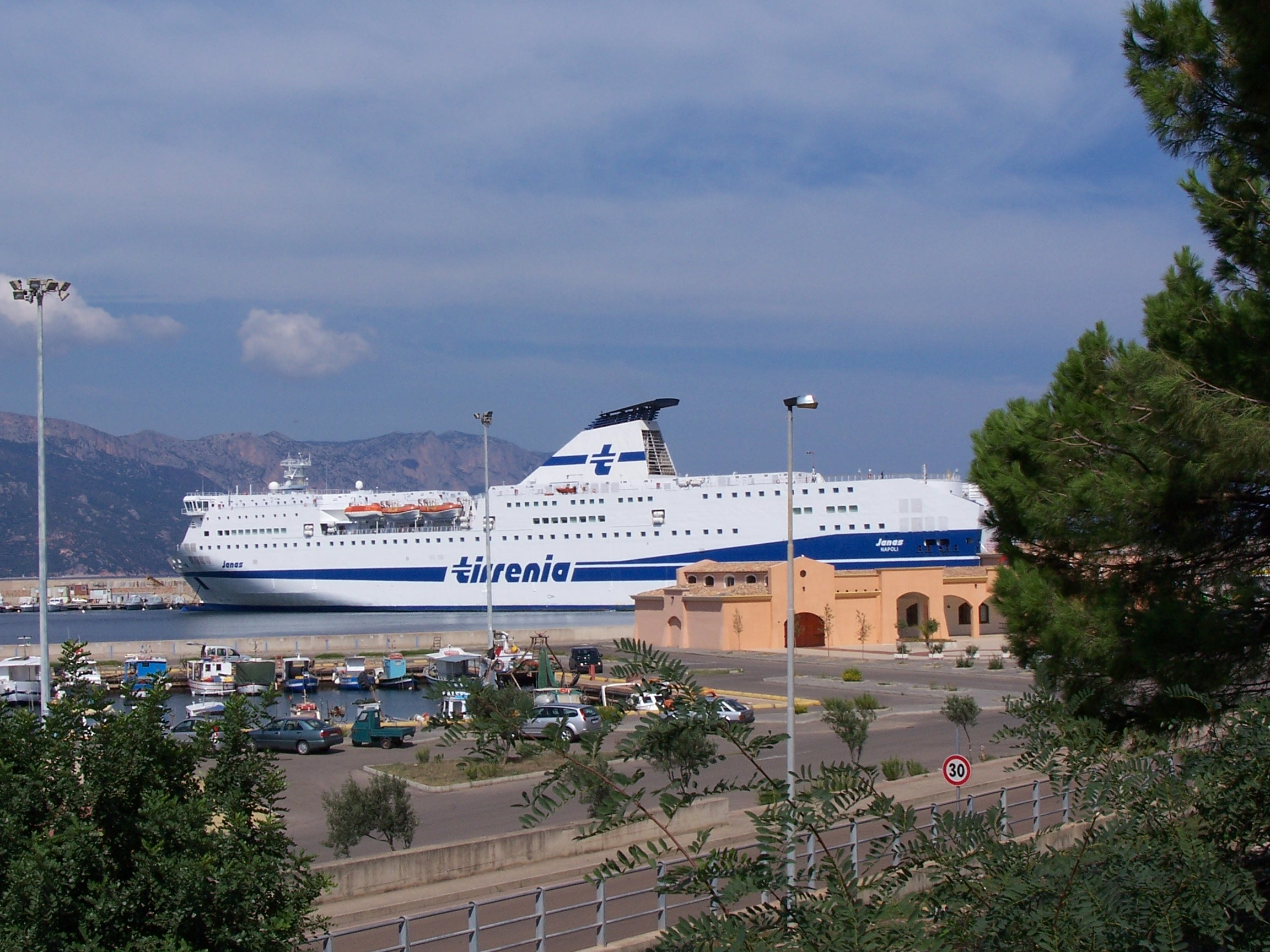
Die Janas der Tirrenia im Hafen von Arbatax

Die Gruppe Tirrenia (Italienisch: Tirrenia – Compagnia italiana di navigazione – abgeleitet vom Tyrrhenischen Meer; ehemals Tirrenia di Navigazione) ist die Dachgesellschaft einer der größten europäischen Reederei-Zusammenschlüsse mit Sitz in Neapel, Italien. Tirrenia gehört der Onorato-Reederei seit 2015 vollständig; 2011 war das ehemalige Staatsunternehmen Tirrenia di Navigazione im Zuge der Privatisierung von der Unternehmensgruppe Compagnia italiana di navigazione gekauft worden.
Außer Tirrenia selbst (die auch die Divisione Adriatica einschließt) gehören der Gesellschaft Caremar (Campania Regionale Marittima), Saremar (Sardegna Regionale Marittima, 2016 aufgelöst) und Siremar (Sicilia Regionale Marittima) an. Das ehemalige Tochterunternehmen Toremar (Toscana Regionale Marittima) wurde 2011 nach einer Ausschreibung vom damaligen Konkurrenten Moby Lines übernommen. Im Oktober 2018 ging Moby Lines in der Tirrenia-Gruppe auf.
Mit einer Flotte von neunzig Schiffen (Stand: vor 2018) führt die Gruppe jedes Jahr 60.000 Überfahrten durch, legt 4 Millionen Meilen zurück, beherbergt 13 Millionen Passagiere an Bord, transportiert 2 Millionen mitgeführte Autos und schifft 6.500.000 lineare Meter Nutzfahrzeuge ein.
Auf dem Tyrrhenischen Meer verbindet Tirrenia die Italienische Halbinsel mit Sardinien und Sizilien, auf der Adria verbindet die Adriatica di Navigazione Italien mit Albanien und führt lokale Fährdienste von und zu den Tremiti-Inseln sowie an der Istrische Küste durch.
Die Tirrenia führt auch eine beträchtliche Anzahl von Frachteinheiten.
1936 übernahm die Tirrenia die Reederei Adria in Rijeka samt Personal und Flotte.

## Flotte (Auswahl)
| Schiff             | Typ          | Indienststellung | Vermessung | Länge   | Breite | Passagiere | Fahrzeuge | Geschwindigkeit |
| ------------------ | ------------ | ---------------- | ---------- | ------- | ------ | ---------- | --------- | --------------- |
| Janas              | RoPax-Schiff | 2002             | 35.736 BRZ | 214 m   | 26,4 m | 2.700      | 620       | 28,9 kn         |
| Athara             | RoPax-Schiff | 2003             | 35.736 BRZ | 214 m   | 26,4 m | 2.700      | 900       | 28,9 kn         |
| Raffaele Rubattino | RoPax-Schiff | 2000             | 31.041 BRZ | 180,3 m | 26,8 m | 1.200      | 608       | 23 kn           |
| Vincenzo Florio    | RoPax-Schiff | 1999             | 31.041 BRZ | 180,3 m | 26,8 m | 1.200      | 608       | 23 kn           |

## Trivia
Im Film Theo gegen den Rest der Welt aus dem Jahr 1980 wird eine Tirrenia-Fähre eine Zeit lang verfolgt, da sich ein gesuchter LKW an Bord befinden soll.